# Pietro d'Orléans-Braganza
Pietro d'Orléans-Braganza, (portoghese: Pedro de Alcântara Luís Filipe Maria Gastão Miguel Gabriel Rafael Gonzaga) (Petrópolis, 15 ottobre 1875 – Petrópolis, 29 gennaio 1940), è stato un principe dell'Impero Brasiliano.
Nel 1908 rinunciò ai diritti al trono del Brasile.

## Biografia

### Infanzia ed educazione
Era il primogenito (una sorella prima di lui nacque morta) di Gastone d'Orléans, e di sua moglie, Isabella del Brasile, figlia dell'imperatore Pietro II del Brasile ed erede al trono brasiliano. Era secondo, dopo la madre Isabella, in linea al trono imperiale del Brasile, durante il regno di suo nonno, l'imperatore Pietro II, fino all'abolizione dell'impero nel 1889.
Secondo quanto riferito, la difficoltà di Isabella di rimanere incinta la portò a Caxambu, in provincia di Minas Gerais, dove subì un trattamento con le acque minerali di quella città. A contatto con i religiosi, la principessa imperiale fece la promessa di costruire un santuario sul luogo dove avrebbe potuto concepire un figlio. Successe, e oggi nella città sorge la Chiesa di Santa Elisabetta d'Ungheria, eretta per questo motivo.
Pietro fu educato da tutori, guidati da Benjamin Franklin Ramiz Galvão, Barone Ramiz, e visse nell'attuale Palazzo Guanabara, a Rio de Janeiro, insieme ai suoi fratelli minori fino alla proclamazione della Repubblica, il 15 novembre 1889, quando aveva quattordici anni.

### Esilio
Durante l'esilio nel 1890, Pedro si trasferì con i suoi genitori alla periferia di Versailles. Si stabilì con la sua famiglia in esilio nel castello d'Eu, in Normandia, e per i suoi studi superiori scelse di trasferirsi nell'Impero austro-ungarico, dove entrò all'accademia militare di Wiener Neustadt; successivamente servì nell'esercito imperiale.

### Matrimonio
Dopo otto anni di corteggiamento, 14 novembre 1908 sposò a Versailles la contessa Elisabetta Dobrzensky de Dobrzenicz, figlia di Giovanni Venceslao conte di Dobrzensky de Dobrzenicz, discendente di un'antica famiglia nobile della Boemia - che a quel tempo era sotto la sovranità dell'impero austro-ungarico -, e di sua moglie Elisabetta Kottulinsky de Kottulin. Il conte fu elevato al rango di marchese nel 1906 su richiesta di Isabella.
Isabella, che voleva che l'erede al trono si imparentasse con una casa regnante, dichiarò che il matrimonio non sarebbe stato valido per la successione brasiliana, e, di conseguenza, egli rinunciò ai suoi diritti al trono del Brasile il 30 ottobre 1908.

### Morte
Pietro morì il 29 gennaio 1940, a causa di una malattia respiratoria, e fu sepolto nel cimitero locale con tutti gli onori. Nel 1990, i suoi resti furono trasferiti insieme a quelli di sua moglie nel Mausoleo imperiale presso la cattedrale di San Pietro d'Alcantara, dove riposano accanto alle tombe dei suoi genitori e suoi nonni.
Nonostante ciò, dopo la sua morte, suo figlio Pietro Gastone respinse la rinuncia fatta da suo padre e si proclamò pretendente al trono. Con la morte del principe Pietro Gastone, nel 2007, suo figlio il principe Pietro Carlo è ora considerato capo della famiglia imperiale da chi riconosce come valida la loro pretesa.

## Discendenza
Pietro e Elisabetta Dobrzensky de Dobrzenicz ebbero cinque figli:
- Isabella (1911-2003), sposò Enrico d'Orléans, conte di Parigi;
- Pietro Gastone (1913-2007), sposò Maria de la Esperanza di Borbone-Due Sicilie, ebbero sei figli;
- Francesca (1914-1968), sposò Duarte Nuno di Braganza, ebbero tre figli;
- Giovanni Maria (1916-2005), sposò Fatima Scherifa Chirine, ebbero un figlio;
- Teresa (1919-2011), sposò Ernest Martorell y Caldero.

## Ascendenza
|                                           |                          |                                           | Genitori                                            |  |  | Nonni |  |  | Bisnonni                    |  |  | Trisnonni                               |  |
|                                           |                          |                                           |                                                     |  |  |       |  |  | 8. Luigi Filippo di Francia |  |  | 16. Luigi Filippo II di Borbone-Orléans |  |
|                                           |                          |                                           |                                                     |  |  |       |  |  | 8. Luigi Filippo di Francia |  |  | 16. Luigi Filippo II di Borbone-Orléans |  |
|                                           |                          | 17. Luisa Maria Adelaide di Borbone       |                                                     |  |  |       |  |  | 8. Luigi Filippo di Francia |  |  |                                         |  |
| 4. Luigi d'Orléans                        |                          |                                           |                                                     |  |  |       |  |  | 8. Luigi Filippo di Francia |  |  |                                         |  |
|                                           |                          | 9. Maria Amalia di Borbone-Due Sicilie    | 18. Ferdinando I delle Due Sicilie                  |  |  |       |  |  |                             |  |  |                                         |  |
|                                           |                          | 9. Maria Amalia di Borbone-Due Sicilie    | 18. Ferdinando I delle Due Sicilie                  |  |  |       |  |  |                             |  |  |                                         |  |
|                                           |                          | 9. Maria Amalia di Borbone-Due Sicilie    | 19. Maria Carolina d'Asburgo-Lorena                 |  |  |       |  |  |                             |  |  |                                         |  |
| 2. Gastone d'Orléans                      |                          | 9. Maria Amalia di Borbone-Due Sicilie    |                                                     |  |  |       |  |  |                             |  |  |                                         |  |
|                                           |                          | 10. Ferdinando di Sassonia-Coburgo-Koháry | 20. Francesco Federico di Sassonia-Coburgo-Saalfeld |  |  |       |  |  |                             |  |  |                                         |  |
|                                           |                          | 10. Ferdinando di Sassonia-Coburgo-Koháry | 20. Francesco Federico di Sassonia-Coburgo-Saalfeld |  |  |       |  |  |                             |  |  |                                         |  |
|                                           |                          | 10. Ferdinando di Sassonia-Coburgo-Koháry | 21. Augusta di Reuss-Ebersdorf                      |  |  |       |  |  |                             |  |  |                                         |  |
| 5. Vittoria di Sassonia-Coburgo-Koháry    |                          | 10. Ferdinando di Sassonia-Coburgo-Koháry |                                                     |  |  |       |  |  |                             |  |  |                                         |  |
|                                           |                          | 11. Maria Antonia di Koháry               | 22. Ferenc József di Koháry                         |  |  |       |  |  |                             |  |  |                                         |  |
|                                           |                          | 11. Maria Antonia di Koháry               | 22. Ferenc József di Koháry                         |  |  |       |  |  |                             |  |  |                                         |  |
|                                           |                          | 11. Maria Antonia di Koháry               | 23. Maria Antonia von Waldstein zu Wartenberg       |  |  |       |  |  |                             |  |  |                                         |  |
| 1. Pietro d'Orléans-Braganza              |                          | 11. Maria Antonia di Koháry               |                                                     |  |  |       |  |  |                             |  |  |                                         |  |
|                                           | 12. Pietro I del Brasile | 24. Giovanni VI del Portogallo            |                                                     |  |  |       |  |  |                             |  |  |                                         |  |
|                                           | 12. Pietro I del Brasile | 24. Giovanni VI del Portogallo            |                                                     |  |  |       |  |  |                             |  |  |                                         |  |
|                                           | 12. Pietro I del Brasile | 25. Carlotta Gioacchina di Borbone-Spagna |                                                     |  |  |       |  |  |                             |  |  |                                         |  |
| 6. Pietro II del Brasile                  | 12. Pietro I del Brasile |                                           |                                                     |  |  |       |  |  |                             |  |  |                                         |  |
|                                           |                          | 13. Maria Leopoldina d'Asburgo-Lorena     | 26. Francesco II d'Asburgo-Lorena                   |  |  |       |  |  |                             |  |  |                                         |  |
|                                           |                          | 13. Maria Leopoldina d'Asburgo-Lorena     | 26. Francesco II d'Asburgo-Lorena                   |  |  |       |  |  |                             |  |  |                                         |  |
|                                           |                          | 13. Maria Leopoldina d'Asburgo-Lorena     | 27. Maria Teresa di Borbone-Napoli                  |  |  |       |  |  |                             |  |  |                                         |  |
| 3. Isabella del Brasile                   |                          | 13. Maria Leopoldina d'Asburgo-Lorena     |                                                     |  |  |       |  |  |                             |  |  |                                         |  |
|                                           |                          | 14. Francesco I delle Due Sicilie         | 28. Ferdinando I delle Due Sicilie (= 18)           |  |  |       |  |  |                             |  |  |                                         |  |
|                                           |                          | 14. Francesco I delle Due Sicilie         | 28. Ferdinando I delle Due Sicilie (= 18)           |  |  |       |  |  |                             |  |  |                                         |  |
|                                           |                          | 14. Francesco I delle Due Sicilie         | 29. Maria Carolina d'Asburgo-Lorena (= 19)          |  |  |       |  |  |                             |  |  |                                         |  |
| 7. Teresa Cristina di Borbone-Due Sicilie |                          | 14. Francesco I delle Due Sicilie         |                                                     |  |  |       |  |  |                             |  |  |                                         |  |
|                                           |                          | 15. Maria Isabella di Borbone-Spagna      | 30. Carlo IV di Spagna                              |  |  |       |  |  |                             |  |  |                                         |  |
|                                           |                          | 15. Maria Isabella di Borbone-Spagna      | 30. Carlo IV di Spagna                              |  |  |       |  |  |                             |  |  |                                         |  |
|                                           |                          | 15. Maria Isabella di Borbone-Spagna      | 31. Maria Luisa di Borbone-Parma                    |  |  |       |  |  |                             |  |  |                                         |  |
|                                           |                          | 15. Maria Isabella di Borbone-Spagna      |                                                     |  |  |       |  |  |                             |  |  |                                         |  |